# Bryan Mantia
Bryan "Brain" Mantia es un baterista de rock. Ha tocado con bandas como Primus, Guns N' Roses y Godflesh, además de con gente tan diversa como Tom Waits o Buckethead. Además ha ejercido como músico de sesión para numerosas bandas y artistas.

## Historia
Nació en 1964 en Cupertino, California, hijo de padre italo-estadounidense y madre de ascendencia japonesa. Mantia comenzó a interesarse por artistas como James Brown, Led Zeppelin y Hendrix a una edad muy temprana, aunque no fue hasta los 16 años de edad que empezó a tocar la batería. Al poco fue cuando recibió el apodo de Brain. Bryan continuó perfeccionando su estilo estudiando en la Percussion Institute of Technology en Hollywood. A mediados de los años 1980 se unió a una banda de funk rock llamada Limbomaniacs que se disolvió al final de la década, volviendo sólo para editar un álbum llamado Stinky Grooves' en 1990.'
De aquí en adelante Mantia tocó con varios grupos y artistas, incluyendo M.I.R.V., MCM and the Monster y Tom Waits, antes de formar su grupo de funk experimental Praxis con Bootsie Collins (bajista), Bernie Worrell (teclista), Buckethead (guitarrista) y el productor Bill Laswell editando gran cantidad de álbumes en la década de los 90. Mantia también trabajó con Buckethead fuera de Praxis tocando en sus discos en solitario Giant Robot y Monsters and Robots.
A finales de los años 90 Mantia toca en varios álbumes de Godflesh y con Primus (con los que ya había tocado anteriormente durante un corto espacio de tiempo), colaborando en sus álbumes Brown Album, Rhinoplasty y Antipop. Mantia también colaboró en un proyecto de Larry Lalonde llamado No Forcefield, con los que editó dos álbumes. En el 2000, Axl Rose invitó a Mantia a unirse a Guns N' Roses gracias a Buckethead, ya que él se lo sugirió a Axl Rose, tocando de forma esporádica con la banda en directo mientras grababa sus partes de 'Chinese Democracy".
Mantia aparece en varias canciones de Brian Transeau en 2003. 
En verano de 2006, después de cuatro actuaciones de calentamiento en Nueva York, Mantia hizo la gira europea con los Guns N' Roses. El 21 de junio de 2006, se anunció que se tomaba un descanso para pasar más tiempo con su esposa, que dio a luz el 4 de julio de ese mismo año. Desde entonces le ha reemplazado en directo Frank Ferrer, quedando Mantia definitivamente fuera de la banda.

## Equipamiento

### Batería
Batería Maple serie DW collecionista de "Drum Workshop"
18x24 Bombo

8x12, 9x13 Timbales

16x16, 16x18 Timbales de suelo

6x14 Caja
9000 Pedal de bombo

9500 Hi-Hat

9300 Pie de caja

9700 Pie recto de címbalo/boom (x6)

9900 Pie de doble timbal (x2)

9100 Banqueta

### Percusión
6" LP Cowbell Negro
Címbalos de Zildjian:
14" A Mastersound Hi-Hats

19" A Medium Thin Crash (2x)

20" K Crash/Ride

20" A Deep Ride

20" A Medium Thin Crash

22" Oriental China "Trash"

### Electrónica
Akai MPC 60 II, 3000 LE, 4000

2 Giradiscos Technics SL-1210MKZ

Vestax PMCO5PRO DJMixer.

## Discografía
- Brain's Lessons: Shredding Repis On the Gnar Gnar Rad (Video 2002)
- Brain's Worst Drum Instructional DVD Ever (Video 2008)

### Con Limbomaniacs
- Stinky Grooves - 1990

### ConBucketheady Travis Dickerson
- The Dragons of Eden (2008)

### Con Science Faxtion
- Living On Another Frequency - 2008

### Con Praxis
- Transmutation (Mutatis Mutandis) - 1992
- Sacrifist - 1994
- Metatron - 1996
- Live in Poland - 1997
- Transmutation Live - 1997
- Warszawa - 1999
- Profanation (Preparation for a Coming Darkness) - 2008

### Con Primus
- Brown Album - 1997
- Rhinoplasty - 1998
- Antipop - 1999

### Con Bullmark
- Interstate 76 soundtrack - 1996

### Con Buckethead
- Colma - 1998
- Monsters and Robots - 1999
- Cuckoo Clocks Of Hell - 2004
- Kevin's Noodle House - 2007

### Con Giant Robot
- Giant Robot - 1996 (NTT Records)

### Con Godflesh
- Songs of Love and Hate - 1996 (Earache Records)

### Con Pieces
- I Need 5 Minutes Alone - 1997

### Con El Stew
- No Hesitation - 1999

### Con No Forcefield
- Lee's Oriental Massage 415-626-1837 (2000)
- God Is an Excuse (2001)

### Con Colonel Claypool's Bucket of Bernie Brains
- The Big Eyeball in the Sky - 2004

### Con Guns N' Roses
- Chinese Democracy - (2008)

### ConSerj Tankian
- Elect the Dead (2007)